# Somewhere I Belong
"Somewhere I Belong" är en nu metal-singel av Linkin Park. Det var den första singeln som gjordes för bandets andra studioalbum Meteora. Låten släpptes den 18 mars 2003.

## Prestationer på hitlistor
Somewhere I Belong släpptes officiellt till amerikanska radiostationer den 18 mars 2003. Låten placerades på top trettio på Hot 100 Airplay-listan, och den följande veckan så debuterade låten på Hot 100, som är den officiella amerikanska hitlistan. "Somewhere I Belong" kom oftast bland de tio högsta platserna på de hitlistor som låten var med på. 
I Kanada så släpptes Somewhere I Belong officiellt till radiostationer i mars 2003. Låten kom då plats nummer tre på hitlistan Canadian Singles Chart.
I maj 2003 släpptes låten i Australien, Europa och Nya Zeeland. "Somewhere I Belong" kom på plats nummer tre i Nya Zeeland och på plats nummer tio i Brasilien, Irland, Japan och Kanada men låten fick bara medelmåttig framgång i Tyskland, Italien, Österrike, Nederländerna, Sverige och Australien. "Somewhere I Belong" var framträdande i en profilvideo för den Jamaicanska löparen Usain Bolt till olympiska sommarspelen 2008.

## Musikvideo
Musikvideon, regisserad av Joseph Hahn, visar när bandet spelar låten framför en eldsvåda, med vissa klipp när Chester Bennington och Mike Shinoda sjunger/rappar framför ett vattenfall. Den vann priset för bästa rock musikvideo vid MTV Video Music Awards 2003.